# Planorbella corpulenta
Planorbella corpulenta är en snäckart som först beskrevs av Thomas Say 1824.  Planorbella corpulenta ingår i släktet Planorbella och familjen posthornssnäckor. IUCN kategoriserar arten globalt som otillräckligt studerad.

## Underarter
Arten delas in i följande underarter:
- P. c. corpulenta
- P. c. whiteavesi